# محمد أباد (اسماعيلي كرمان)
محمد أباد (بالفارسية: محمدآباد) هي منطقة سكنية تقع في إيران في منطقة إسماعيلي. يقدر عدد سكانها بـ 126 نسمة .